# Jean-Louis Pezant
Jean-Louis Pezant (* 5. Oktober 1938 in Dun-le-Palestel, Frankreich; † 24. Juli 2010) war ein französischer Richter.
Pezant, diplomiert am Institut d’études politiques de Paris, war seit 1966 in verschiedenen Funktionen in der französischen Nationalversammlung tätig, deren Generalsekretär er zwischen 2002 und 2003 war. Am 27. Februar 2004 wurde er durch den damaligen Präsidenten der Nationalversammlung Jean-Louis Debré für das Amt eines Mitgliedes des Verfassungsrates nominiert. Von seiner Ernennung für eine neunjährige Amtszeit am 10. März 2004 bis zu seinem Tod im Juli 2010 gehörte er dem Verfassungsrat der Französischen Republik an.

## Veröffentlichungen
- Les idées politiques de Waldeck-Rousseau, Paris, Assemblée nationale, 1962
- Le nouveau statut de Paris : loi du 31 décembre 1975, Paris, Documentation française, 1977
- L'élection des députés (coll.), Paris, Collection Connaissance de l'Assemblée Nationale, 1997
- L'Assemblée nationale (coll.), Paris, Collection Connaissance de l'Assemblée Nationale, 2001

## Auszeichnungen
- Offizier der französischen Ehrenlegion (1999)